# Bojnik (Novi Grad)
Pour les articles homonymes, voir Bojnik.
Bojnik (en serbe cyrillique : Бојник) est un village de Bosnie-Herzégovine. Il est situé dans la municipalité de Novi Grad, dans le canton de Sarajevo et dans la fédération de Bosnie-et-Herzégovine. Selon les premiers résultats du recensement bosnien de 2013, il compte 417 habitants.

## Démographie

### Évolution historique de la population
| 1948 | 1953 | 1961 | 1971 | 1981 | 1991 | 2013 |
| ---- | ---- | ---- | ---- | ---- | ---- | ---- |
| -    | -    | 167  | 237  | 363  | 108  | 417  |

|  |